# Kreis Weimar-Land
Der Kreis Weimar-Land war ein Landkreis im Bezirk Erfurt der DDR. Von 1990 bis 1994 bestand er als Landkreis Weimar im Land Thüringen fort. Sein Gebiet liegt heute hauptsächlich im Landkreis Weimarer Land in Thüringen. Der Sitz der Kreisverwaltung befand sich in Weimar.

## Geographie

### Lage
Der Kreis Weimar-Land lag im Südosten des Bezirks Erfurt. Sein Territorium ist dem Thüringer Becken zuzuordnen. Geologisch waren Gesteine wie Muschelkalk und Buntsandstein vorherrschend. Die höchsten Erhebungen im Kreisgebiet waren:
- der „Riechheimer Berg“ im Südwesten mit 513 Metern über NHN
- der „Kötsch“ im Süden mit 497 Metern über NHN
- der „Ettersberg“ im Norden mit 478 Metern über NHN

Die Ilm durchfloss das Kreisgebiet von Barchfeld im Südwesten bis nach Denstedt im Nordosten, wo sie in den Nachbarkreis Apolda weiterfließt.

### Nachbarkreise
Der Kreis Weimar-Land grenzte im Uhrzeigersinn im Norden beginnend an die Kreise Sömmerda, Apolda, Jena-Land, Stadtkreis Jena, Rudolstadt, Arnstadt und Erfurt-Land. Der Stadtkreis Weimar wurde vollständig umschlossen.

## Geschichte

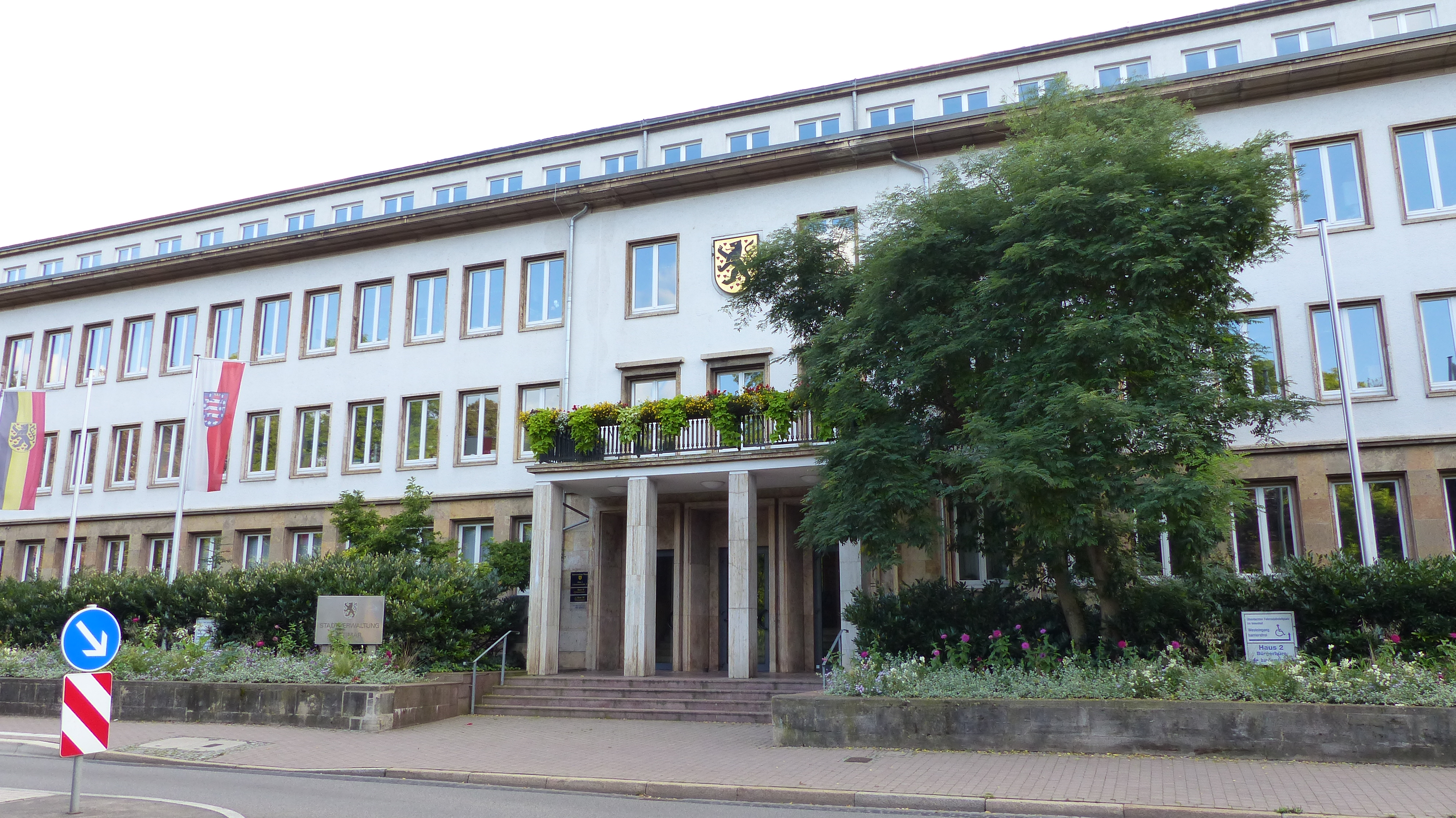
Das ehemalige Landratsamt, heute Stadtverwaltung Weimar

Am 17. Mai 1990 wurde der Kreis in Landkreis Weimar umbenannt. Am 1. Juli 1994 wurde der Landkreis, der seit dem Oktober zum wiedererrichteten Land Thüringen gehörte, aufgelöst und dem neuen Landkreis Weimarer Land zugeordnet.

## Gemeinden
Die folgende Liste enthält alle Gemeinden, die dem Kreis Weimar-Land nach der Verwaltungsreform von 1952 angehörten:
| - Altdörnfeld - Bad Berka, Stadt - Ballstedt - Barchfeld - Bechstedtstraß - Bergern - Berlstedt - Blankenhain, Stadt - Buchfart - Buttelstedt, Stadt - Daasdorf a. Berge - Daasdorf b. Buttelstedt - Denstedt - Döbritschen - Ettersburg - Frankendorf - Gaberndorf - Gelmeroda - Göttern - Großlohma - Großobringen - Großschwabhausen - Gutendorf - Haindorf - Hammerstedt | - Heichelheim - Hetschburg - Hochdorf - Hohenfelden - Hohlstedt - Hopfgarten - Hottelstedt - Isseroda - Keßlar - Kiliansroda - Kleinlohma - Kleinobringen - Kleinschwabhausen - Krakendorf - Kranichfeld, Stadt - Krautheim - Kromsdorf - Legefeld - Lehnstedt - Lengefeld - Leutenthal - Loßnitz - Lotschen - Magdala, Stadt - Maina | - Mechelroda - Meckfeld b. Bad Berka - Meckfeld b. Blankenheim - Mellingen - Nauendorf - Nermsdorf - Neumark, Stadt - Niedergrunstedt - Niedersynderstedt - Niederzimmern - Nohra - Obergrunstedt - Oettern - Ottmannshausen - Ottstedt am Berge - Ottstedt b. Magdala - Possendorf - Ramsla - Rettwitz - Rittersdorf - Rohrbach - Rottdorf - Saalborn - Sachsenhausen - Schoppendorf | - Schwabsdorf - Schwarza - Schwerstedt - Stedten (Ilmtal) - Stedten am Ettersberg - Süßenborn - Tannroda, Stadt - Taubach - Thalborn - Thangelstedt - Tiefengruben - Tonndorf - Tröbsdorf - Troistedt - Tromlitz - Ulla - Umpferstedt - Utzberg - Vippachedelhausen - Vollersroda - Weiden - Wiegendorf - Wohlsborn |

Bis 1990 kam es zu folgenden Gebietsänderungen:
- Am 1. April 1959 wurden Großlohma und Kleinlohma zur neuen Gemeinde Lohma zusammengeschlossen.
- Am 1. März 1974 wurde Denstedt nach Kromsdorf eingemeindet.
- Am 1. März 1974 wurde Haindorf nach Krautheim eingemeindet.
- Am 1. März 1974 wurde Lotschen nach Keßlar eingemeindet.
- Am 1. März 1974 wurde Ottmannshausen nach Berlstedt eingemeindet.
- Am 1. März 1974 wurde Meckfeld nach Keßlar eingemeindet.
- Am 6. Mai 1984 wurde Rettwitz nach Krakendorf eingemeindet.
- Am 1. März 1974 wurde Schoppendorf nach Bergern eingemeindet.
- Am 1. März 1974 wurde Schwabsdorf nach Wiegendorf eingemeindet.
- Am 1. März 1974 wurde Stedten am Ettersberg nach Berlstedt eingemeindet.
- Am 1. Januar 1976 wurde Stedten/Ilmtal nach Barchfeld a. d. Ilm eingemeindet.
- Am 1. März 1974 wurde Thalborn nach Vippachedelhausen eingemeindet.

## Verkehr
Im Kreisgebiet verliefen drei Fernverkehrsstraßen (heutige Bundesstraßen), eine Autobahn und drei Eisenbahnlinien:
- F 7/B 7: Umpferstedt – Weimar – Nohra
- F 85/B 85: Buttelstedt – Weimar – Bad Berka – Blankenhain
- F 87/B 87: Mellingen – Umpferstedt – Bad Berka – Kranichfeld
- A 4: Mellingen – Weimar – Nohra
- Thüringer Bahn: Weimar – Hopfgarten
- Bahnstrecke Weimar–Gera: Weimar – Mellingen – Großschwabhausen
- Ilmtalbahn: Weimar – Nohra – Obergrunstedt – Holzdorf – Legefeld – Hetschburg – Bad Berka – Tannroda – Kranichfeld

## Kfz-Kennzeichen
Den Kraftfahrzeugen (mit Ausnahme der Motorräder) und Anhängern wurden von etwa 1974 bis Ende 1990 dreibuchstabige Unterscheidungszeichen, die mit den Buchstabenpaaren LX und LY begannen, zugewiesen. Die letzte für Motorräder genutzte Kennzeichenserie war LX 70-01 bis LX 99-99.
Anfang 1991 erhielten der Landkreis und die kreisfreie Stadt Weimar das Unterscheidungszeichen WE. Es wurde im Landkreis bis zum 30. Juni 1994 ausgegeben.